# Mukinbudin
Mukinbudin is een plaats in de regio Wheatbelt in West-Australië.

## Geschiedenis
Ten tijde van de Europese kolonisatie leefden de Kalamaia Aborigines in de streek.
In de jaren 1870 vestigden zich in de streek pastoralisten, sandelhoutsnijders en goudzoekers die naar de goudvelden op weg waren. Na de Eerste Wereldoorlog groeide de bevolking er aan door de Soldier Settlement Schemes. In 1920 besliste de overheid de spoorweg vanuit Bencubbin door te trekken. Volgens de districtslandmeter was de ontwikkeling van een dorp in de streek noodzakelijk. In 1922 werd Mukinbudin officieel gesticht. Het werd vernoemd naar de 'Muckenbooding Rock'. Een Aboriginesnaam die voor het eerst in 1899 werd vermeld maar waarvan de betekenis onbekend is.
In 1923 bereikte de spoorweg Mukinbudin. Het jaar erop werd een gemeenschapszaal geopend, de 'Mukinbudin Hall'. In 1925 werd begonnen met de bouw van het 'Mukinbudin Hotel'. Dat jaar opende ook het postkantoor.
In 1956 werd een nieuwe gemeenschapszaal gebouwd, de 'Mukinbudin Memorial Hall'. De oude werd in 1960 afgebroken. Mukinbudin werd een kopstation na de sluiting van een deel van de spoorweg in 1957. Begin jaren 1960 werden de reizigerstreinen vervangen door busdiensten. In 1964 opende een ziekenhuis. Drie jaar later opende een nieuw politiekantoor.

## Beschrijving
Mukinbudin is het administratieve en dienstencentrum van het lokale bestuursgebied (LGA) Shire of Mukinbudin, een landbouwdistrict. Het is een verzamel- en ophaalpunt voor de oogst van de graanproducenten uit de streek die bij de Co-operative Bulk Handling Group zijn aangesloten.
In 2021 telde Mukinbudin 336 inwoners, tegenover 281 in 2006.
Mukinbudin heeft een districtsschool, geneeskundig centrum, 'Community Resource Centre' (CRC), olympisch zwembad, bibliotheek, gemeenschapszaal en verscheidene sportfaciliteiten.

## Toerisme
In het 'Community Resource Centre' kan men informatie verkrijgen over onder meer:
- Beringbooding Rock, een in de rots uitgehouwen watertank, uitgehakt in 1937 als onderdeel van een na de crisis van de jaren 30 opgestart tewerkstellingsprogramma
- de unieke graansilo uit 1949 die drie kilometer ten noorden van Mukinbudin stond, werd gerestaureerd en in het dorp terug werd opgebouwd
- Weira Reserve, een natuurreservaat 13 kilometer ten oosten van Mukinbudin met een 'gnamma hole'[noot 2]
- Pope's Hill Memorial, een uitkijkpunt 8 kilometer ten oosten van Mukinbudin met informatie over de 'Soldier Settlement Schemes'
- Elachbutting Rock, een granieten ontsluiting die doet denken aan Wave Rock.

## Transport
Mukinbudin ligt 75 kilometer ten noorden van de Great Eastern Highway, 293 kilometer ten oostnoordoosten van de West-Australische hoofdstad Perth, 75 kilometer ten noorden van Merredin en 40 kilometer ten oostzuidoosten van Bencubbin.
De spoorweg die tot Mukinbudin loopt maakt deel uit van het goederenspoorwegnetwerk van Arc Infrastructure.
Net ten oosten van Mukinbudin ligt een startbaan: Mukinbudin Airport (ICAO: YMKB).

## Klimaat
Mukinbudin kent een warm steppeklimaat, BSh volgens de klimaatclassificatie van Köppen. De gemiddelde jaarlijkse temperatuur bedraagt 18,4 °C en de gemiddelde jaarlijkse neerslag ligt rond 313 mm.

## Galerij

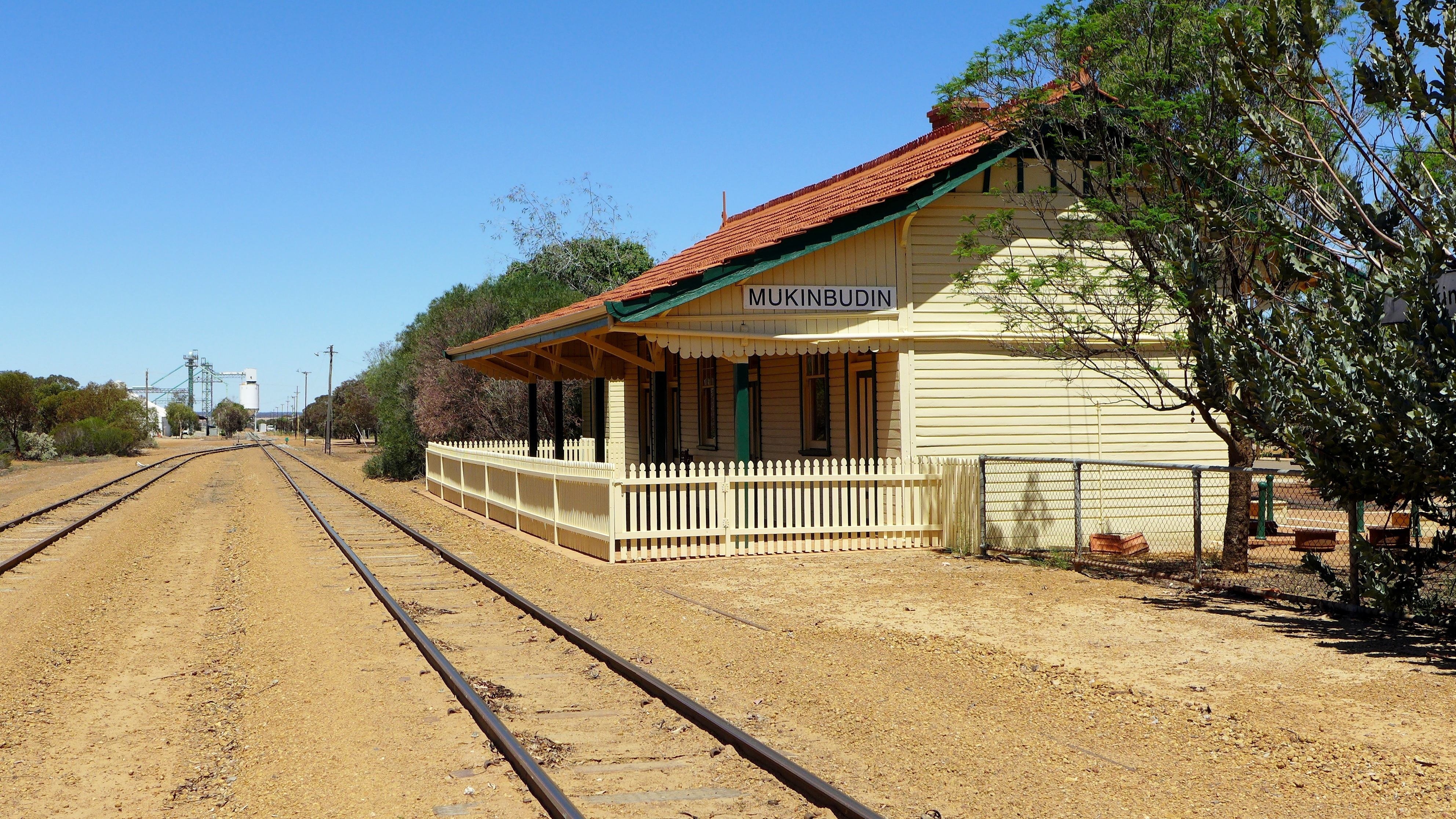
voormalig spoorwegstation
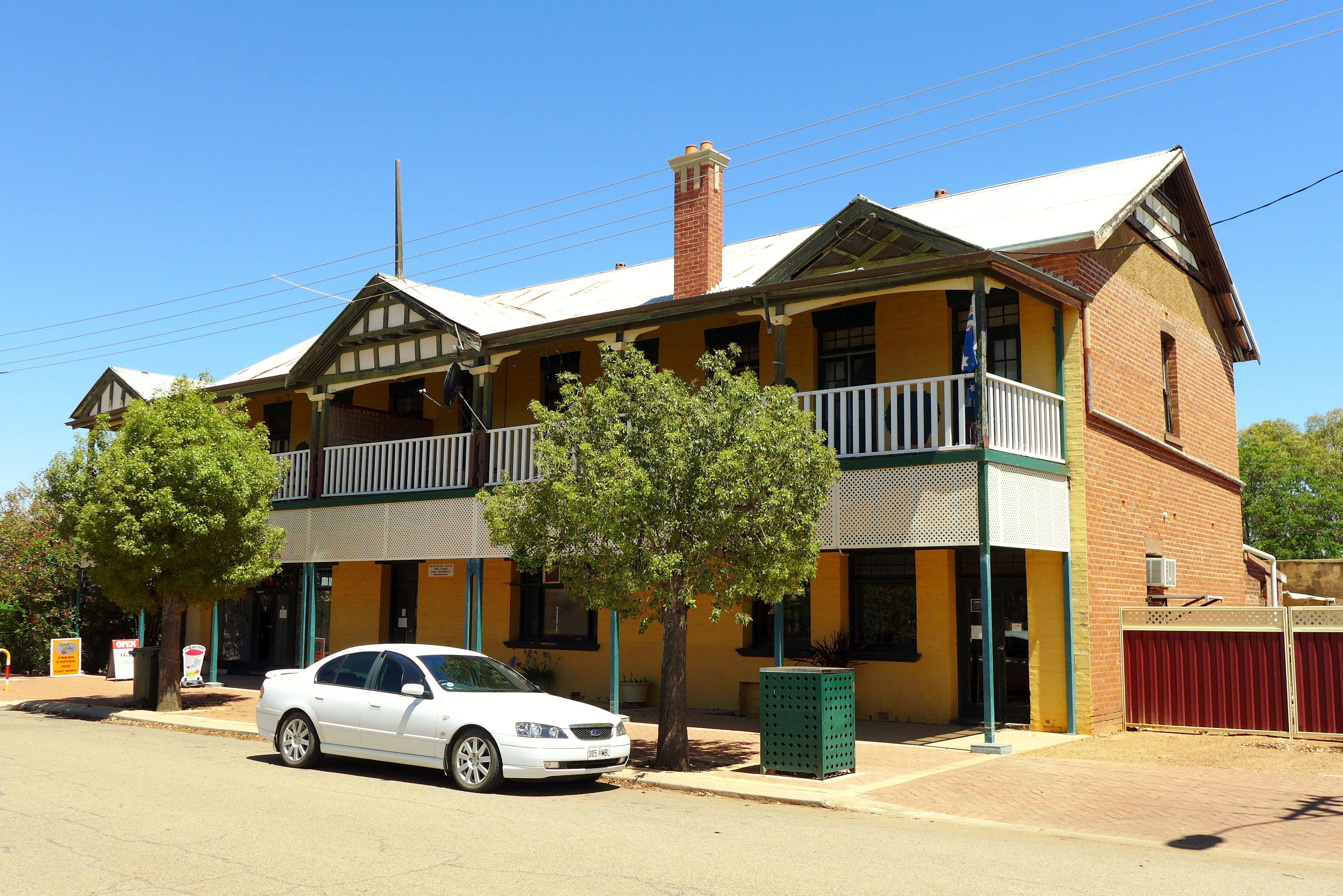
hotel uit 1925
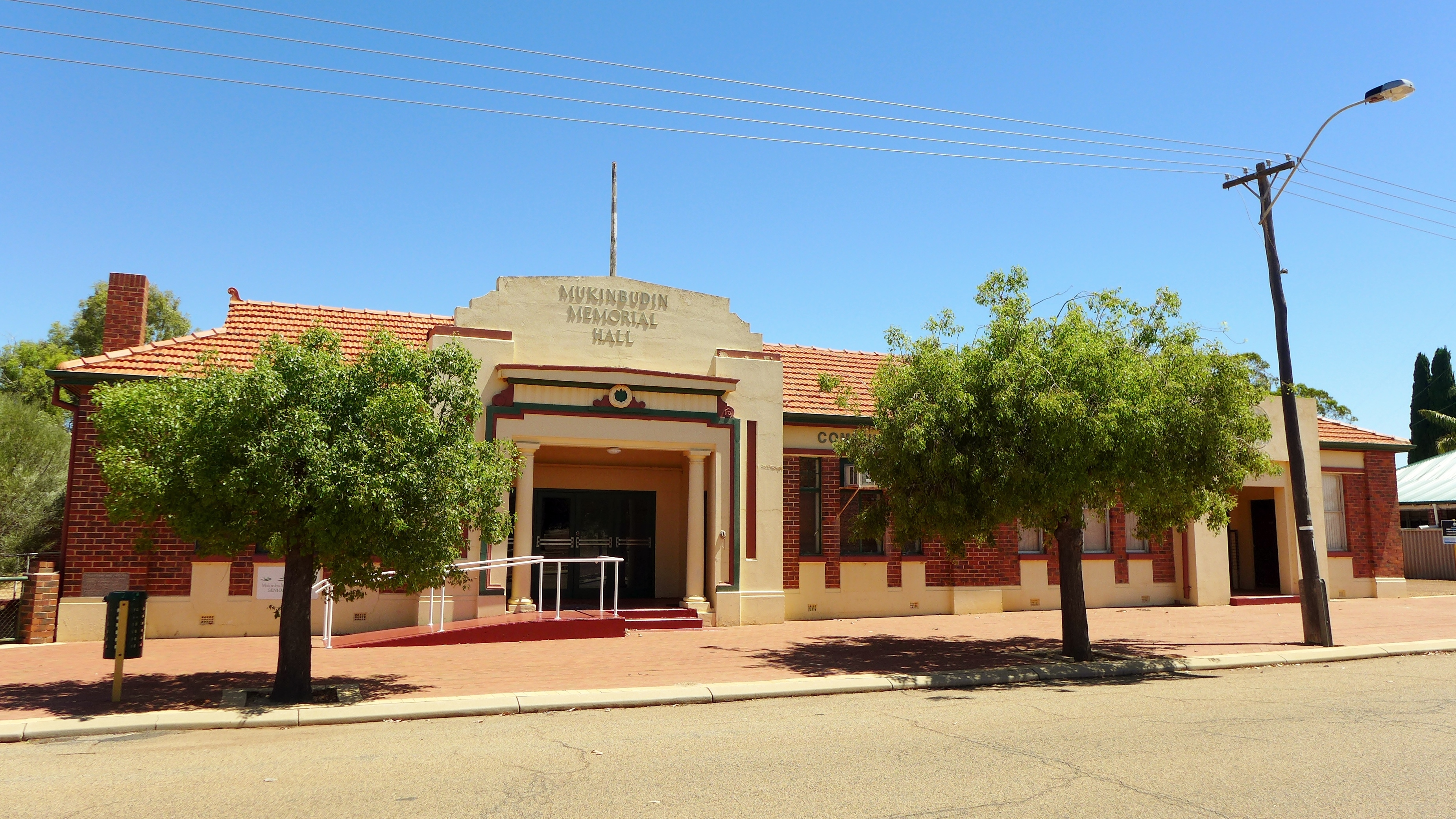
gemeenschapszaal uit 1956
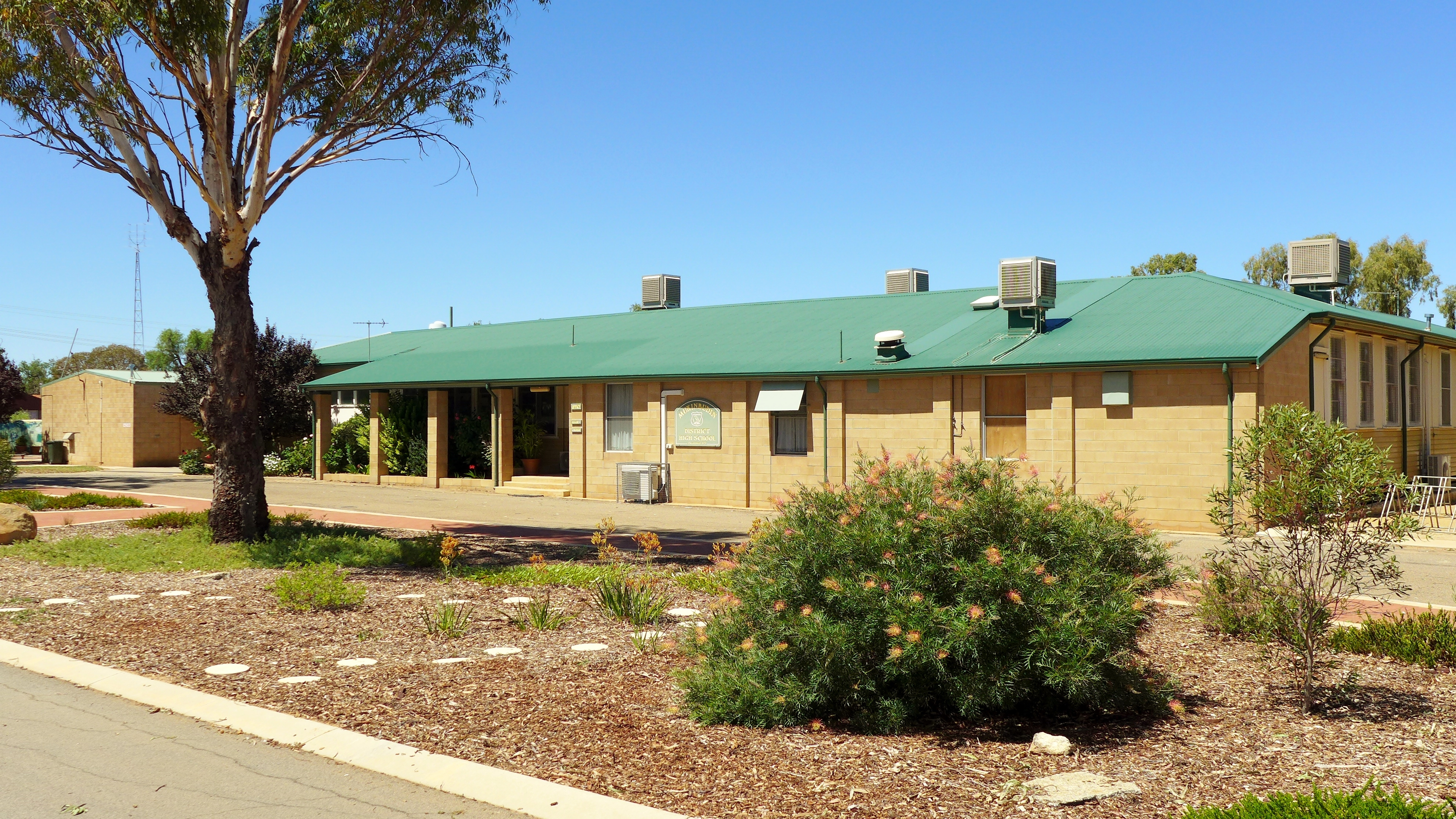
districtsschool
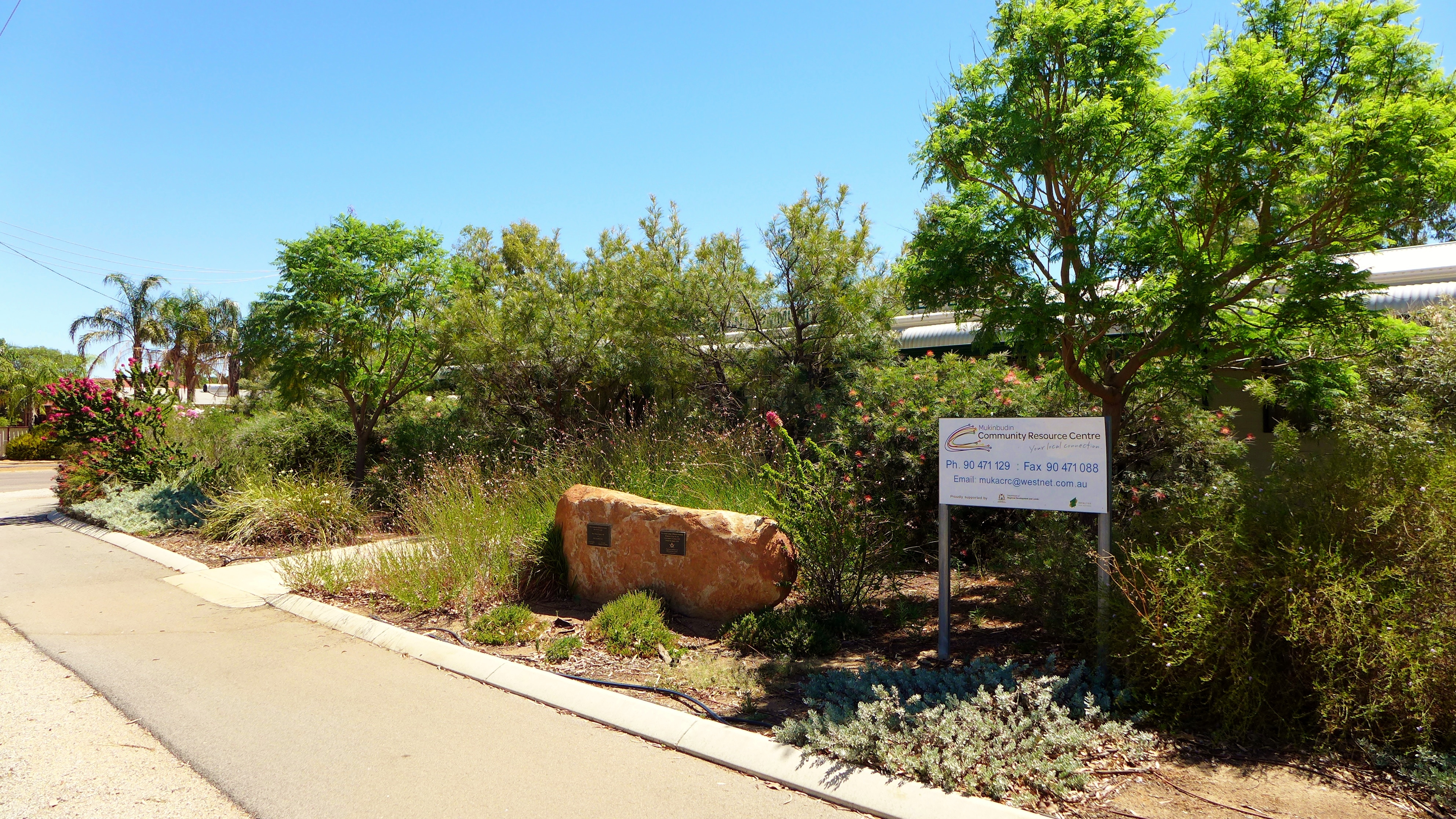
'Community Resource Centre'

Aldersyde · Amery · Ardath · Arthur River · Baandee · Babakin · Badgingarra · Badjaling · Bailup · Bakers Hill · Balkuling · Ballaying · Ballidu · Beacon · Beenong · Beermullah · Bejoording · Belka · Bencubbin · Bendering · Benjaberring · Beverley · Bilbarin · Bindi Bindi · Bindoon · Bodallin · Bolgart · Bonnie Rock · Boolading · Booraan · Brookton · Bruce Rock · Bullaring · Bullfinch · Bulyee · Bungulla · Buntine · Burakin · Burracoppin · Cadoux · Calingiri · Campion · Caraban · Carrabin · Cataby · Cervantes · Chandler · Chittering · Clackline · Cold Harbour · Congelin · Coomberdale · Copley · Corrigin · Cowcowing · Crossman · Cuballing · Culbin · Cunderdin · Dalwallinu · Dandaragan · Dangin · Darkan · Dattening · Dongolocking · Doodlakine · Dowerin · Dudinin · Dumbleyung · Duranillin · Dwarda · Ejanding · Elabbin · Erikin · Gabbin · Gingin · Goomalling ·  Grass Valley · Greenhills · Guilderton · Gwambygine · Harrismith · Highbury · Hines Hill · Holt Rock · Hyden · Jelcobine · Jennacubbine · Jennapullin · Jitarning · Jurien Bay · Kalannie · Karlgarin · Kellerberrin · Kondinin · Kondut · Koojan · Koolyanobbing · Koorda · Korbel · Korrelocking · Kukerin · Kulin · Kulja · Kulyaling · Kunjin · Kununoppin · Kweda · Kwelkan · Kwolyin · Lancelin · Lake Brown · Lake Grace · Lake King · Ledge Point · Manmanning · Marvel Loch · Meckering · Meenaar · Merredin · Miling · Minnivale · Mogumber · Mokine · Moodiarrup · Mooliabeenee · Moora · Moorine Rock · Moorumbine · Moulyinning · Mount Hardey · Mount Kokeby · Mount Walker · Muchea · Mukinbudin · Muntadgin · Nalya · Nangeenan · Narembeen · Narrogin · New Norcia · Newdegate · Nilgen · Nokaning · North Bannister · Northam · Nukarni · Nungarin · Pantapin · Piawaning · Piesseville · Pingaring · Pingelly · Pithara · Popanyinning · Quairading · Quindanning · Regans Ford · Seabird · Shackleton · Southern Cross · Spencers Brook · Tammin · Tincurrin · Toodyay · Trayning · Varley · Wagin · Walebing · Walgoolan · Wandering · Wannamal · Watheroo · Welbungin · West Dale · West Toodyay · Westonia · Wialki · Wickepin · Wilbinga · Williams · Wongan Hills · Woodridge · Wubin · Wundowie · Wyalkatchem · Yealering · Yelbeni · Yellowdine · Yilliminning · Yerecoin · York · Yorkrakine · Yornaning · Yoting · Youndegin